# Rhodeus lighti
 Rhodeus lighti és una espècie de peix cipriniforme de la família dels ciprínids.

## Morfologia
Els mascles poden assolir els 5,2 cm de longitud total.

## Distribució geogràfica
Es troba des de la conca del riu Amur fins al sud de la Xina.